# Боян Ачков
Боян Ачков е български революционер, деец на Вътрешната македоно-одринска революционна организация.

## Биография
Боян Ачков е роден през 1872 година в град Прилеп. Заминава за Свободна България и постъпва като юнкер във Военното училище. Гоце Делчев го привлича към ВМОРО и Ачков влиза заедно с Атанас Мурджев и Владимир Лютвиев в създадената чета за отвличането на турски бегове и искането на откуп за тях. След това е в Битоля, където го заварва Попставревата афера и е принуден с Христо Чемков през Воден, Енидже Вардар и Солун да бяга в София.
Завършва инженерни науки и работи като кондуктор–оператор по строежа на жп линии.
При избухването на Балканската война в 1912 година е доброволец в Македоно-одринското опълчение и служи във II рота на IV битолска дружина, а след това във II скопска дружина. Награден е с кръст „За храброст“ ІІ степен. В началото на 1913 година за проявена храброст е произвен в подпоручик.
Участва в Първата световна война като запасен подпоручик, младши офицер в 1-ва строителна рота, оперативни железници. За бойни отличия и заслуги във войната е награден с орден „За заслуга“.